# Тайдашево
Тайдашево — деревня в Жуковском районе Калужской области, в составе сельского поселения «Совхоз Победа».

## География
Расположена на севере Калужской области, в 6 километрах от федеральной автодороги А-130 — Варшавского шоссе. Рядом населённые пункты: Совхоз «Победа», Машково, Спас-Прогнанье.

## Климат
Умеренно-континентальный с выраженными сезонами года: умеренно жаркое и влажное лето, умеренно холодная зима с устойчивым снежным покровом. Средняя температура июля +18 °C, января −9 °C. Теплый период длится в среднем около 220 дней.

## Население
| 2002 | 2010 |
| ---- | ---- |
| 9    | ↗11  |

## История
В 1782 году сельцо Тайдашево с пустошами Анны Алексеевны Беклемишевой, Сергея Семёновича Бочечкарова на прудах и обе стороны речки Веселюшки.
В 1828 году с аукционного торга продаётся заложенное и просроченное имущество подпоручика Александра Сергеевича Бочечкарова — сельцо Воробьево, Алешково и Тайдашево.
В 1858 году деревня (вл.) Тайдишева 1-го стана Боровского уезда, при безымянном овраге и колодце при 24 дворах — по левую сторону Московско-Варшавского шоссе .
К 1914 году Тайдашево — сельцо Спасопрогнанской волости Боровского уезда Калужской губернии. В 1913 году там проживало 125 человек, из которых 64 женщины и 61 мужчина.
В годы Великой Отечественной войны, в ходе Битвы за Москву деревня была освобождена от немецкой оккупации 25 декабря 1941 года особым лыжным батальоном Военного совета МВО майора А. И. Эпельграда. численностью 702 человека. В ночь на 25 декабря бойцы, перейдя линию фронта восточнее Аристово, овладели Тайдашево, разминировали проходы к Воробьям, Окатово и захватили эти населённые пункты.

## Комментарии
1. ↑  Эпельград Абрам Израилевич (21.08.1910 - ?) — уроженец города Брест-Литовска, на службе в РККА с 18.08.1929 по 18.01.1944. В декабре 1941 года — майор, командир особого батальона ВС МВО, весной 1942 года — командир 30-й осбр[8]. До демобилизации в звании подполковника, занимал различные командные должности в КУКС УР МЗО, ВПП 232 озсп, 1-й ОШОССП. Кавалер орденов Красного Знамени, Красной Звезды, медалей «За оборону Москвы», «За победу над Германией в Великой Отечественной войне 1941–1945 гг.»[9].

### Публицистика
- Романова Т. В. Так освобождалась Калужская земля: «Первыми ласточками» стали Тарусский и Жуковский районы. // Весть : газета. — 2012. — 18 января.